# Antonio Vojak
Antonio Vojak (Pula, Imperi Austrohongarès, avui Croàcia, 19 de novembre de 1904 - Varese, Itàlia 8 de maig de 1977), fou un futbolista i entrenador italià. El règim feixista va italianitzar el seu cognom eslau com a "Vogliani".

## Trajectòria
Vojak va començar la seva carrera futbolística al planter del club de la seva ciutat, el Grion Pola.
La temporada 1924-25 va jugar a la Lazio de Roma; l'any següent va passar a la Juventus FC, amb la qual va guanyar el campionat de lliga. Es va quedar a Torí per quatre temporades, i marxà el 1929 al Napoli del cèlebre entrenador anglès mister Garbutt. Amb el Napoli hi va jugar 190 partits, marcant 102 gols: encara avui és el màxim golejador del conjunt partenopeu a la Sèrie A, i el quart en la classificació dels gols totals, després de Hamšík, Maradona i Cavani. El 1935 va ser transferit al Genoa i el 1936 al Lucchese, on va jugar només un partit.
Va concloure la seva carrera esportiva a la Sèrie C amb l'Empoli i l'Stabia, on va assumir, al mateix temps, el càrrec d'entrenador. Va ser també entrenador del Napoli (1940-1943) i de diversos equips menors.

## Internacional
Va ser internacional amb la Selecció Italiana en una sola ocasió, el 14 de febrer de 1932 a Nàpols (Itàlia-Suïssa 3-0).

## Palmarès

### Campionats estatals
| Títol          | Club            | País   | Any         |
| -------------- | --------------- | ------ | ----------- |
| Lliga italiana | F.B.C. Juventus | Itàlia | 1925 - 1926 |